# Maîtrise de Garçons de Colmar
 (novembre 2020).
 (novembre 2023).
L'article doit être relu — et modifié si nécessaire — par des contributeurs indépendants pour apporter un regard critique aux contributions effectuées en violation des conditions d'utilisation de Wikipédia, tant sur la forme (notamment concernant le style encyclopédique, la proportionnalité) que sur le fond (la neutralité de point de vue, la qualité et l'indépendance des sources).
La Maîtrise de Garçons de Colmar est fondée en 1985 par Arlette Steyer et placée de septembre 2017 à juin 2019 sous la direction artistique et pédagogique du chef argentin Luciano Bibiloni. En janvier 2020, la direction artistique est assurée par Clotilde Gaborit.

## Présentation
Fondée en 1985 par Arlette Steyer, directrice artistique et pédagogique et par Eugène Maegey, directeur du Conservatoire à rayonnement départemental de Colmar[réf. nécessaire], la Maîtrise de Garçons de Colmar collabore régulièrement avec l’Orchestre Philharmonique de Strasbourg, l’Orchestre Symphonique de Mulhouse et les Dominicains de Haute-Alsace (Guebwiller)[réf. nécessaire].
La Maîtrise de Colmar est composée d’une trentaine de garçons issus de l’école maîtrisienne. Son répertoire s’étend du grégorien à la musique contemporaine, y compris les grandes œuvres avec orchestre (La Création de Joseph Haydn, les Vêpres de Wolfgang Amadeus Mozart, le War Requiem de Benjamin Britten, la symphonie no 8 de Gustav Mahler, la Passion selon St Matthieu de Bach, le Messie de Haendel...). Depuis sa création, elle s’est produite sous la baguette de chefs réputés (Gilbert Amy, Theodor Guschlbauer, Edward Higginbottom, Eliahu Inbal, Jean-Claude Malgoire, Daniel Klajner, John Nelson, Paul Goodwin...), tant en France qu’à l’étranger (Allemagne, Suisse, États-Unis, Chine, Japon, Vatican, Portugal, Bulgarie, Espagne….).
Depuis septembre 2022, la direction artistique et pédagogique de la Maîtrise est assuré par Catherine Roussot.

### L’école maîtrisienne
L’école maîtrisienne, qui est à présent mixte, est un département de chant choral du Conservatoire à rayonnement départemental de Colmar. L'enseignement général est dispensé par l'Éducation nationale dans deux établissements colmariens à horaires aménagées, en conformité avec les programmes officiels. La formation musicale est dispensée par les professeurs du Conservatoire. La scolarité est gratuite et aucune connaissance musicale n’est exigée pour intégrer la Maîtrise.
La Pré-Maîtrise est composée d’une vingtaine de garçons et autant de filles, dont les plus jeunes ont 8 ans. Elle assure la préparation à l’entrée dans la Maîtrise (de garçons et de filles) et permet aux élèves d’acquérir de solides bases en formation musicale (lecture et audition des notes, des rythmes et des phrases musicales, la reconnaissance des particularités stylistiques…)
Ils abordent un répertoire varié et se familiarisent avec les phonèmes des langues étrangères (latin, italien, allemand et anglais).

## Distinctions
Sous la direction d'Arlette Steyer, une douzaine de disques a été enregistrée et diverses distinctions attribuées.
- 1988 : Prix d’encouragement de la Fondation Alsace décerné à Arlette Steyer et à la Maîtrise de Garçons.
- 1989 : Grand Prix de l’Association Générale d’Alsace et de Lorraine.
- 1993 : Premier Prix du Concours National d’Interprétation de la Musique de Palestrina - catégorie Chœur d’Enfants - organisé par la Fondation France Télécom, le Ministère de la Culture et Radio France.
- 1995 : Diapason d’or pour l’enregistrement consacré aux œuvres de Palestrina.
- 1996 :
  - Prix Carlo Menotti décerné par l’Académie du Disque Lyrique pour sa participation au disque consacré à Palestrina.
  - Prix d’encouragement du Forum Européen de la Culture - Régions rhénanes.
  - Prix de chant choral Liliane Bettencourt décerné par l’Académie des Beaux-Arts[réf. nécessaire].
- 2001 : nommée «Chœur de l’Union, Ambassadeur Culturel de France» par la Fédération Européenne des Chœurs de l’Union.
- 2003 : Prix Multimedia décerné par le Rotary Club de Colmar
- 2008 : Prix Choc du Monde de la Musique pour le CD Pangue Linga - Boëly
- 2009 : Orphée d’Or et Ring d’Or pour le CD Membra Jesu Nostri - D. Buxtehude
- 2009 : 4 Diapasons pour le CD du Requiem de Maurice Duruflé (Bayard Musique)

## Les créations
- Le P’tit Pierre et la sorcière du placard aux balais de Marcel Landowski
- Magnificat de Renaud Gagneux
- Messe «Cum jubilo» de Bernard Lienhardt
- Psaume 95 Cantate Domino de Bernard Lienhardt
- Te Deum de René Matter
- La mélodie silencieuse de Thierry Pécou
- Mozart joue aux échecs de Bernard Wisson
- Notre Père de Pierre Thilloy (créé le 15 juin 2002 avec les Petits Chanteurs de Saint-André de Colmar)
- Pulchra es de Caroline Marçot (créé le 3 juin 2005 à la Cité de la Musique à Paris)
- Requiem - Le dernier éclat de Gerard Garcin (créé le 5 avril 2008 à Issenheim)
- I have a dream de Bernard Lienhardt (crée le 19 juin 2010 à Colmar)
- Kaddish de Terezin - dans sa version orgue et alto - de Pascal Amoyel (créé le 17 octobre 2010 à Metz)
- Crucifixus de Pascal Reber (créé le 17 octobre 2010 à Metz)
- Hymne pour le Temps de l'Avent d'André Zimmermann (créé le 12 décembre 2010)
- Des Menschen de Jan Kopamalski (créé le 15 mai 2011)
- Libera me de Bruno Miranda (créé le 4 juin 2011)